# Collegiale Sint-Martinuskerk (Opatów)
De Collegiale Sint-Martinuskerk (Pools: Kolegiata pw. św. Marcina) in Opatów, een stad in het district Opatowski van het woiwodschap Święty Krzyż, behoort tot de mooiste romaanse kerkgebouwen van Polen.

## Geschiedenis

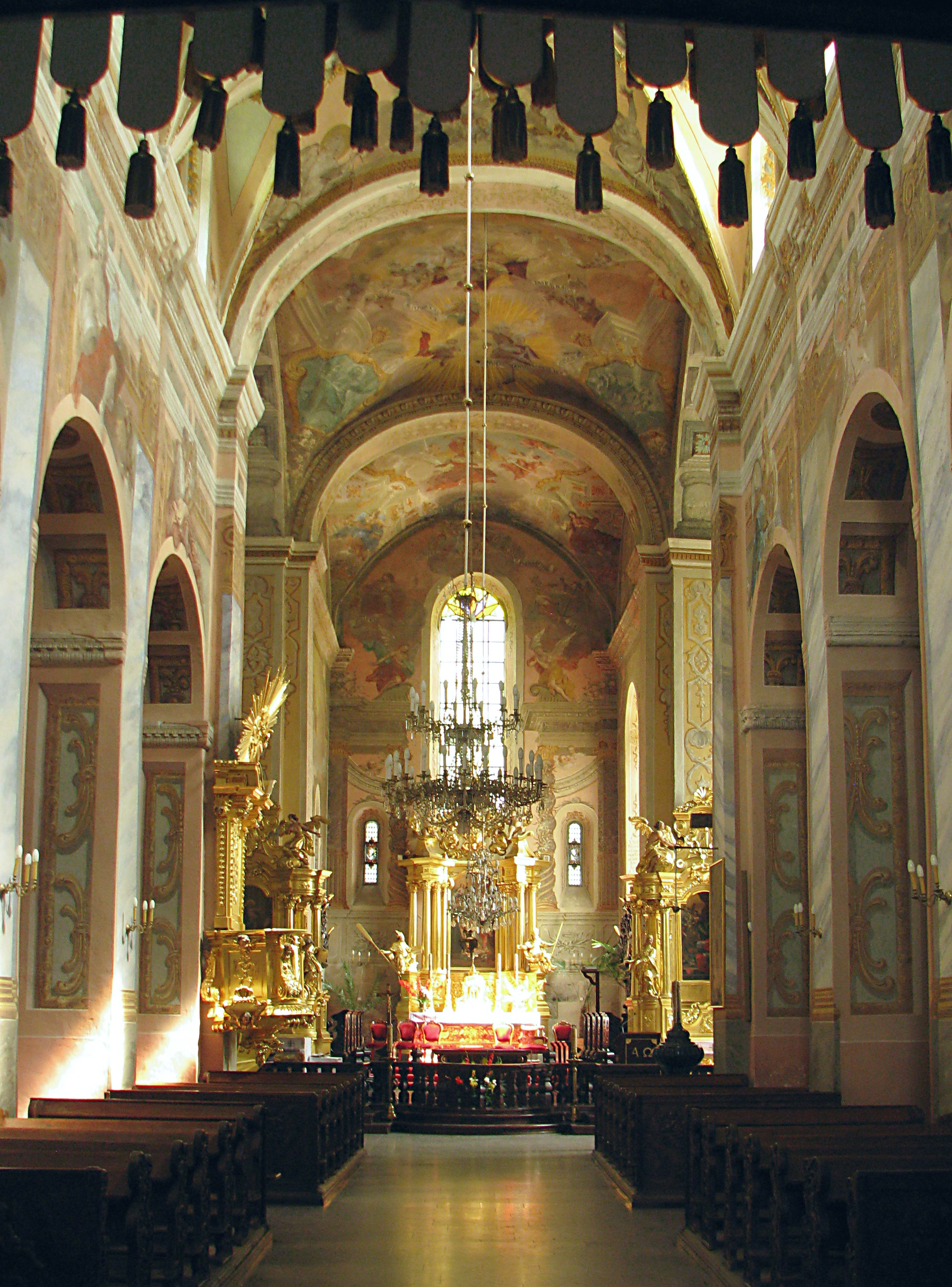
Het middenschip van de collegiale kerk

Een eerste vermelding van de kerk dateert uit het jaar 1206. Onzeker is wie de kerk heeft gesticht. Er zijn theorieën dat de kerk werd gebouwd door de kruisvaarder Hendrik van Sandomir, zoon van Bolesław III van Polen, als kloosterkerk voor de Orde van de Tempeliers. Anderen schrijven de kerk toe aan Casimir de Rechtvaardige. Weer anderen menen dat de kerk werd gebouwd door de Cisterciënzers of de Benedictijnen.
De kerk werd gebouwd als driebeukige basiliek met een transept, twee torens op het westen en drie apsissen aan de oostelijke zijde. De zuidelijke toren met romaanse bioforia (een venster dat in midden door een zuil wordt verdeeld) is de oudste toren, de noordelijke toren is van latere datum en heeft een eenvoudiger vormgeving. Beide torens hebben een barokke bekroning. Alhoewel het transept en het koor in de 16e eeuw een gotische facelift onderging en van pinakels werden voorzien, de muren verhoogd werden en de vensters opnieuw werden ingedeeld, bleef het gebouw de oude vorm houden. Het westelijke romaanse portaal bleef bewaard, al werd er een gotische toegang in geplaatst. Aan beide zijden van het romaanse portaal zijn de sporen te zien van dichtgemetselde toegangen met rondbogen.

## Interieur
De binnenmuren van de kerk zijn bedekt met barokke polychromie uit de 18e eeuw. Er zijn muurschilderijen van historische veldslagen te zien. Rechts is bijvoorbeeld de Slag bij Hundsfeld (1109) te zien en links de Slag bij Tannenberg (1410). In het noordelijk deel van de kerk wordt het Beleg bij Wenen (1683) uitgebeeld. De arcades en de muren van het middenschip zijn versierd met talrijke allegorische scènes, terwijl de gewelven scènes tonen uit het leven van Sint-Martinus, de patroonheilige van de kerk.
Het kerkmeubilair dateert uit de 18e eeuw. In de altaarruimte hangt aan de verlenging van het zuidelijk schip een schilderij de Goddelijke Moeder met Jezus uit de 16e eeuw. Mogelijk betreft het een kunstwerk van de Italiaanse schilder Timoteo Viti uit Urbino. In het noordelijk transept bevindt zich het renaissance grafmonument van de familie Szydłowiecki. Onder het reliëf van de liggende graaf Krzysztof Szydłowiecki bevindt zich het meesterwerk getiteld de "Klaagzang van Opatów", een voorstelling van 41 figuren van hoogwaardigheidsbekleders waaronder Sigismund de Oude, hovelingen, muzikanten, zangers en familieleden die rouwen om de dood van de kanselier. Het reliëf stamt uit 1541.
Uit de renaissance dateert ook het houten gewelf onder het koor, gedecoreerd met cassettes en polychromie. Naast deze kunstwerken in de collegiale kerk zijn er nog tal van andere waardevolle voorwerpen. Tot de kerkschat behoren o.a. een monstrans uit 1730, twee barokke kelken, een rococo kruisvormig relikwiehouder versierd met wapens en enkele paramenten (één uit de 16e eeuw en één uit 1741).